# Personenwahrnehmung
Die Personenwahrnehmung ist ein Teilbereich der Sozialpsychologie. Sie untersucht, wie Meinungen und Bewertungen über andere Personen zustande kommen. Aufgrund von Äußerungen und Handlungen einer Person schließt man auf ihre momentane Stimmung, ihre Absichten, Einstellungen und Charaktereigenschaften.
Die möglichst präzise Personenwahrnehmung ist auch eine Schlüsselqualifikation für Menschen, die in der Seelsorge – insbesondere im seelsorgerlichen Gespräch der Einzelseelsorge – tätig sind.
Dabei ist zu beachten, dass bei Personenwahrnehmung allgemeine Prozesse der Wahrnehmungspsychologie Gültigkeit besitzen.
Die Wahrnehmung und Bewertung der eigenen Person ist ein Spezialfall der Personenwahrnehmung, siehe Selbstbild und Selbstwert. Ähnliches gilt für die Forschungen zum 'ersten Eindruck', den eine Person auf eine andere Person macht.

## Multisensorische Personenwahrnehmung
Als multisensorische Personenwahrnehmung bezeichnet man das Zusammenspiel visueller, akustischer, haptischer und olfaktorischer Eindrücke beim Wahrnehmungs- und Identifikationsprozess. In diesem Zusammenhang kommt es auch zu einer Verknüpfung der die Reize verarbeitenden Gehirnareale. 
Sliwa, J., Duhamel, J.-R., Pascalis, O., Wirth, S. veröffentlichten im Juni 2010 die Ergebnisse einer Studie unter dem Namen „Spontaneous voice-face identity matching by rhesus monkeys for familiar conspecifics and humans“. Sie beschäftigten sich mit der Fragestellung, ob Rhesusaffen, ähnlich wie Menschen, eine kognitive Identitätsrepräsentation besitzen, indem bei der Wahrnehmung einzelne Elemente zu einem Ganzen zusammengesetzt werden. In ihrem Experiment arbeiteten sie mit Rhesusaffen, denen in einem ersten Durchgang die Stimme eines ihnen bekannten Affen oder Menschen präsentiert wurde. Anschließend zeigte man ihnen das Bild zweier Affen bzw. Menschen, von denen eines zur präsentierten Stimme passte. Als Maß der Erkennung galt die längere Blickdauer der Affen auf das Bild mit dem zur Stimme passenden, bekannten Gesicht. Sliwa et al. konnten durch diese Studie zeigen, dass Rhesusaffen auch eine kognitive Repräsentation von Individuen besitzen, die es ihnen erlaubt, zwei perzeptuelle Cues verschiedener Sinneskanäle zu matchen.
Insgesamt gilt multisensorische Personenwahrnehmung somit als evolutionärer Vorteil, da Menschen bzw. Affen dadurch befähigt werden, anhand von Teilinformationen sowohl Artgenossen als auch andere bekannte Lebewesen zu identifizieren.